# View From a Bridge
"View From a Bridge" är Kim Wildes femte singel och finns med på albumet Select. Sången berättar historien om hur en flicka begår självmord genom att hoppa från en bro. Singeln nådde fjärde plats på Sverigetopplistan.

## Listplaceringar
| Länder (1982)  | Topplaceringar |
| -------------- | -------------- |
| Storbritannien | 16             |
| Danmark        | 2              |
| Irland         | 16             |
| Sverige        | 4              |
| Belgien        | 3              |
| Australien     | 7              |
| Tyskland       | 6              |
| Schweiz        | 2              |
| Nederländerna  | 5              |
| Norge          | 8              |
| Österrike      | 10             |

## 2006 års version
År 2006 gjorde Wilde en officiell ny version av View From a Bridge, som bland annat finns med på hennes studioalbum Never Say Never.